# Kristina Reiss

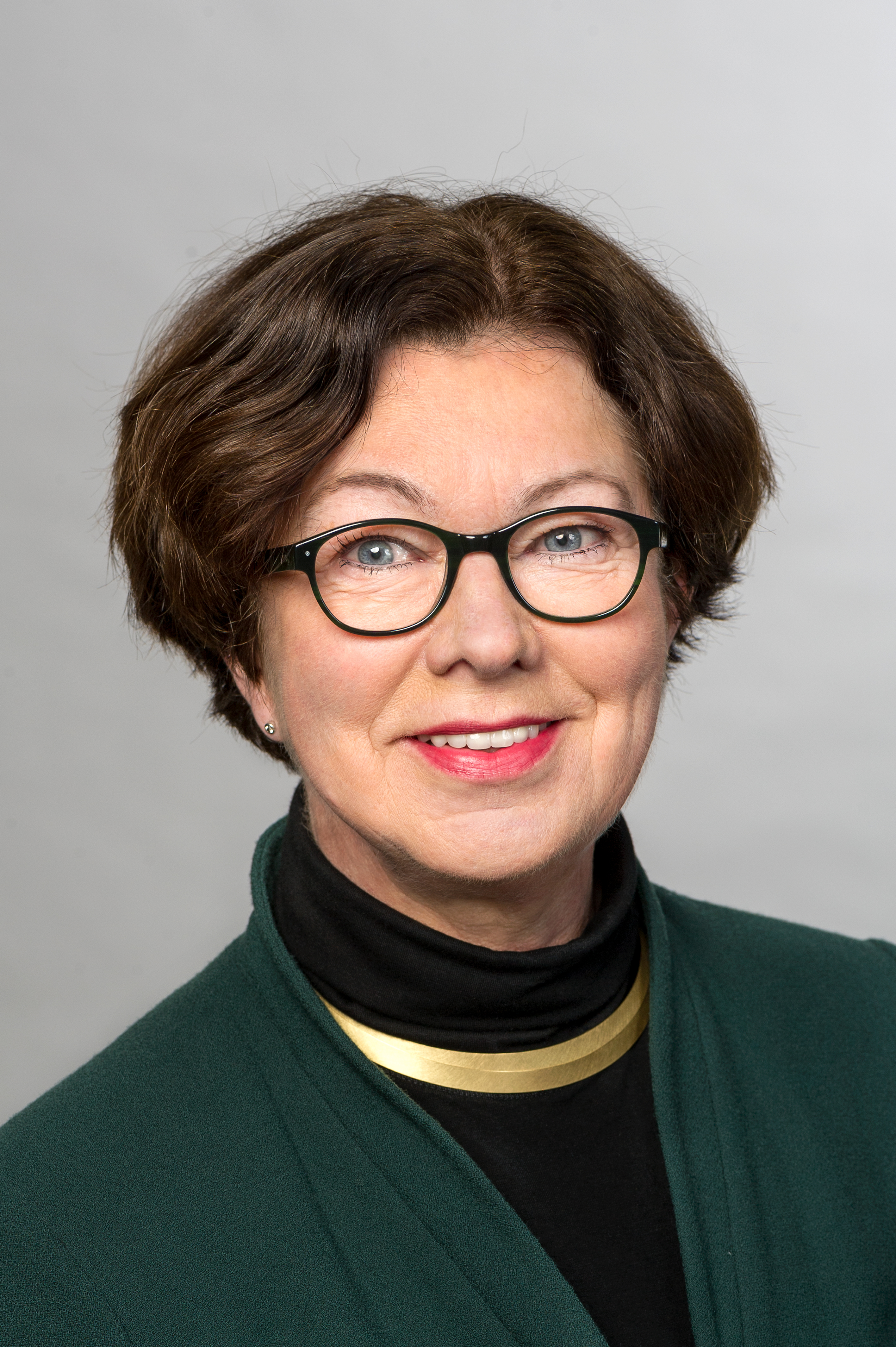
Kristina Reiss (2014)

Kristina Reiss (* 1952) ist eine deutsche Professorin für Didaktik der Mathematik an der Technischen Universität München.
Dort war sie ab 2014 Dekanin der TUM School of Education und leitete seit 2009 den Heinz-Nixdorf-Stiftungslehrstuhl für Mathematikdidaktik.
Außerdem war sie Vorstandsvorsitzende des Zentrums für internationale Bildungsvergleichsstudien (ZIB), das seit 2011 die PISA-Studien in Deutschland durchführt. Seit 2021 ist sie im Ruhestand und TUM Emerita of Excellence.

## Leben
Kristina Reiss promovierte 1980 an der Universität Heidelberg zum Thema Eine allgemeinere Kennzeichnung der sporadischen einfachen Gruppe von Rudvalis bei Zvonimir Janko. Seit 2011 ist sie Mitglied bei der Deutschen Akademie der Technikwissenschaften (acatech) und seit 2016 ist sie im Kuratorium des Deutschen Museums tätig.
Für ihre Beiträge zur Bildungsforschung und zur Ausbildung von Lehrkräften erhielt Kristina Reiss 2008 das Bundesverdienstkreuz am Bande.

## Werke (Auswahl)
- Kristina Reiss, Gernot Stroth: Endliche Strukturen (= Mathematik für das Lehramt). Springer, Berlin 2011, ISBN 978-3-642-17181-9.
- Kristina Reiss, Christoph Hammer: Grundlagen der Mathematikdidaktik: Eine Einführung für den Unterricht in der Sekundarstufe (= Mathematik Kompakt). 2., überarb. Auflage. Birkhäuser, Basel 2021, ISBN 978-3-0346-0141-2.
- Kristina Reiss, Gerald Schmieder: Basiswissen Zahlentheorie. 3., überarb. Auflage. Springer Spektrum, Berlin 2014, ISBN 978-3-642-39772-1.
- Kristina Reiss, Eckhard Klieme, Olaf Köller, Petra Stanat (Hrsg.): PISA Plus 2012–2013: Kompetenzentwicklung im Verlauf eines Schuljahres. Springer VS, Wiesbaden 2017, ISBN 978-3-658-15026-6.